# Amblyomma laticaudae
Amblyomma laticaudae är en fästingart som beskrevs av Warburton 1933. Amblyomma laticaudae ingår i släktet Amblyomma och familjen hårda fästingar. Inga underarter finns listade i Catalogue of Life.